# Coniophanes imperialis
Coniophanes imperialis är en ormart som beskrevs av Baird 1859. Coniophanes imperialis ingår i släktet Coniophanes och familjen snokar.
Arten förekommer från sydligaste Texas i USA längs Mexikos östra kust till Belize, östra Guatemala och norra Honduras. Den lever i låglandet och i bergstrakter upp till 2000 meter över havet. Habitatet varierar mellan olika slags skogar, buskskogar, jordbruksmark och områden nära insjöar som tidvis översvämmas. Individerna gömmer sig ibland i byggnader. Annars har de träbitar som ligger på marken, lövskiktet eller jordhålor som gömställen. Honor lägger ägg.
Intensivt jordbruk är i begränsade regioner ett hot mot beståndet. Hela population antas vara stabil. IUCN kategoriserar arten globalt som livskraftig.

## Underarter
Arten delas in i följande underarter:
- C. i. imperialis
- C. i. clavatus
- C. i. copei